# Pulau Breueh
Pulau Breueh är en ö i Indonesien.   Den ligger i provinsen Aceh, i den västra delen av landet, 1 900 km nordväst om huvudstaden Jakarta. Arean är 61 kvadratkilometer.
Terrängen på Pulau Breueh är lite kuperad. Den sträcker sig 11,8 kilometer i nord-sydlig riktning, och 14,6 kilometer i öst-västlig riktning.